# 官庄乡 (延安市)
官庄乡是中国陕西省延安市宝塔区下辖的一个乡。

## 行政区划
官庄乡下辖以下行政区：
官庄村、砭上村、李树畔村、上吕家塬村、下吕家塬村、条子塬村、崾先村、桐树塬村、庙塬村、下田村、上田村、吴太塬村、雷家村、白家塬村、山桃村、太福河村、圪塔塬村、高家塬村、孔家塬村、杨家河村、胜天河村、桃树梁村